# کرست ساعت‌شنی
کرست ساعت‌شنی یک نوع از کرست است که برای ایجاد پیکر ساعت‌شنی در زنان مورد استفاده قرار می‌گیرد. این کرست‌ها از دهه ۱۸۳۰ تاکنون مورد استفاده بوده‌اند و تاریخچه‌ای طولانی دارند. این کرست برای باریک‌تر کردن کمر نیز استفاده می‌شود.

## نمونه‌ها

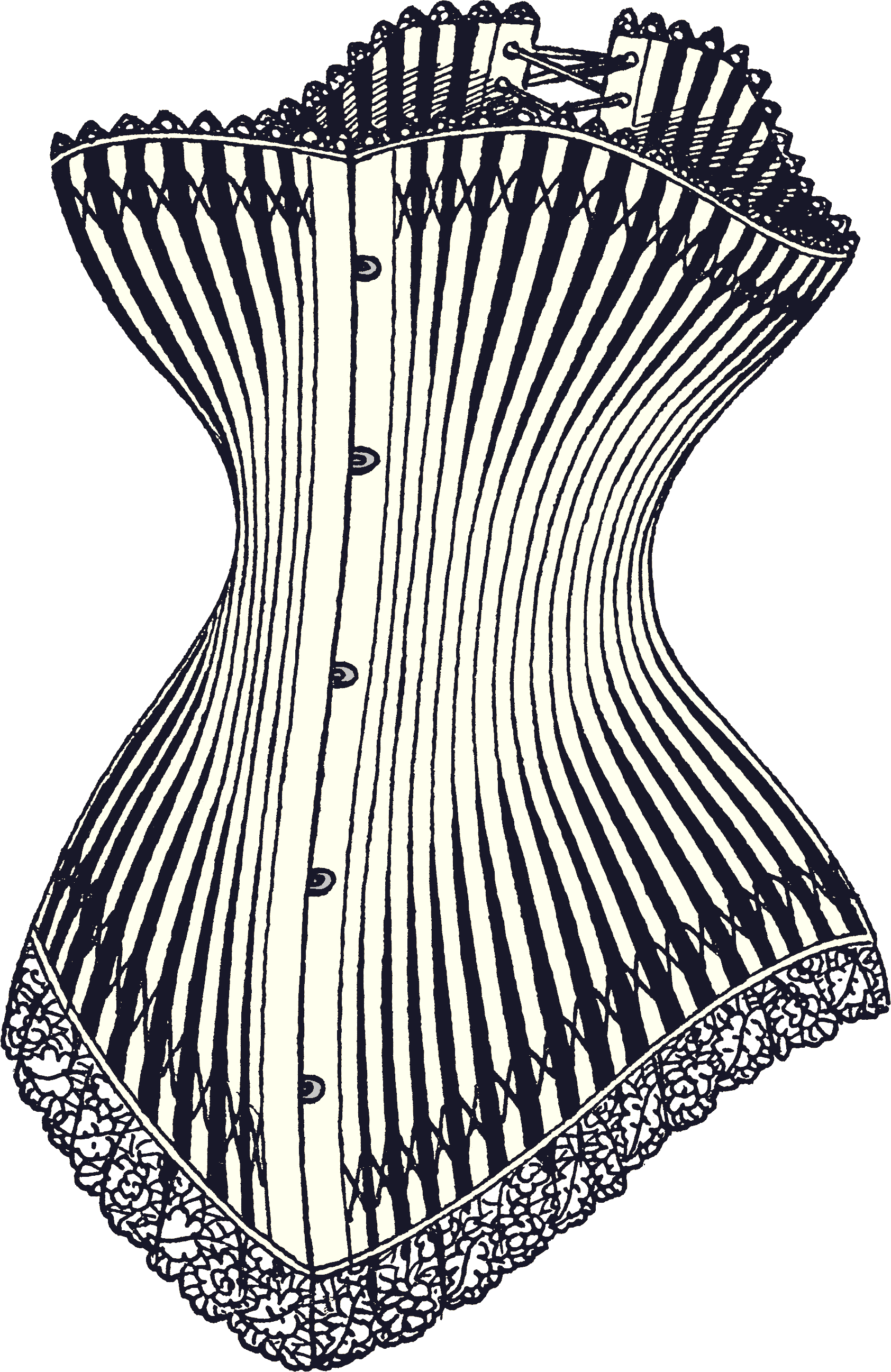
یک کرست ساعت‌شنی لوکس
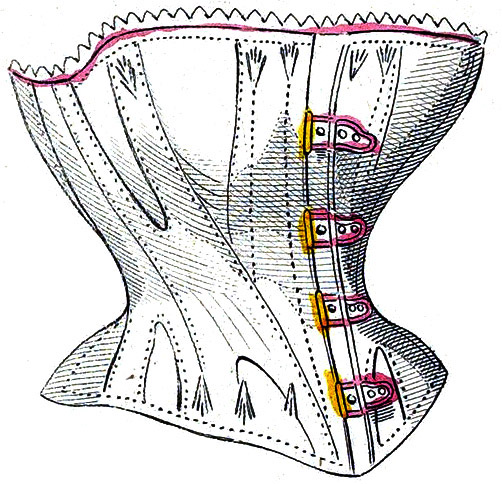
نمونه ای از ۱۸۶۲
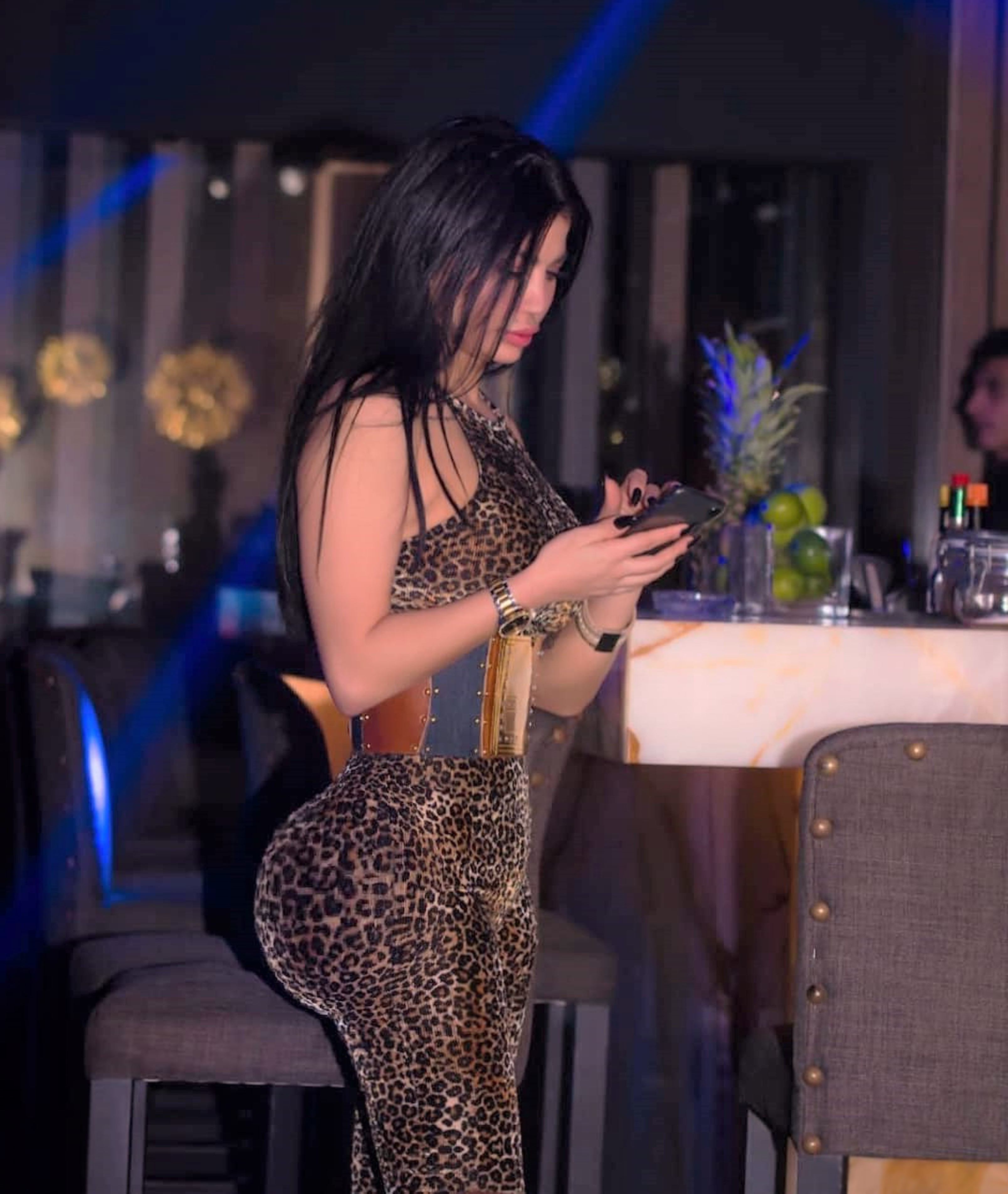
کرست شاعت‌شنی کوتاه
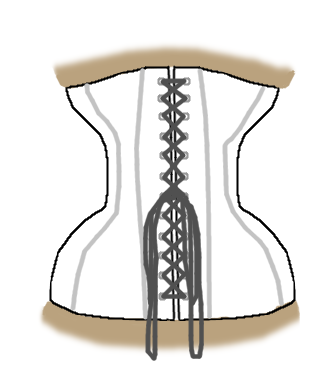
مدل بندی
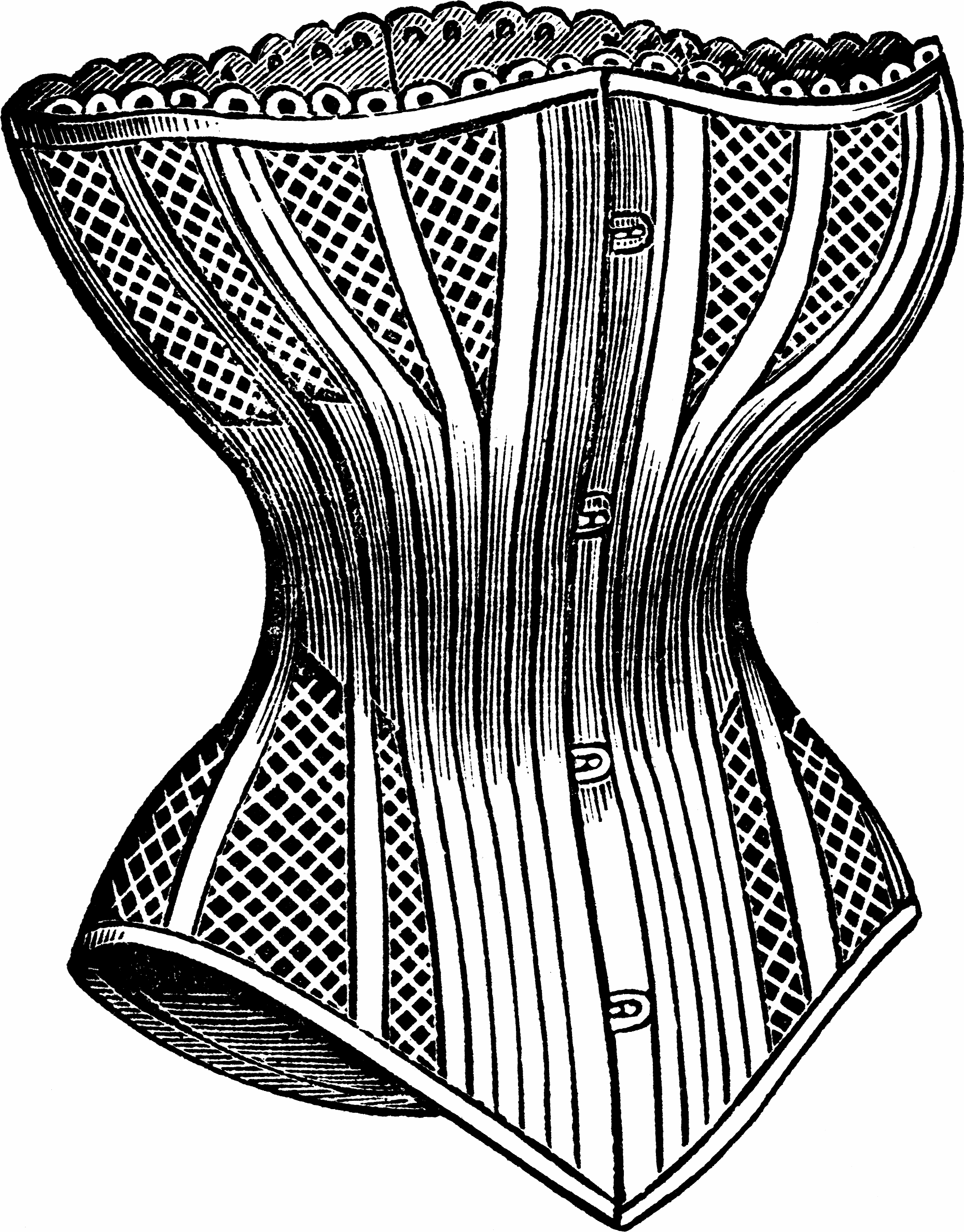
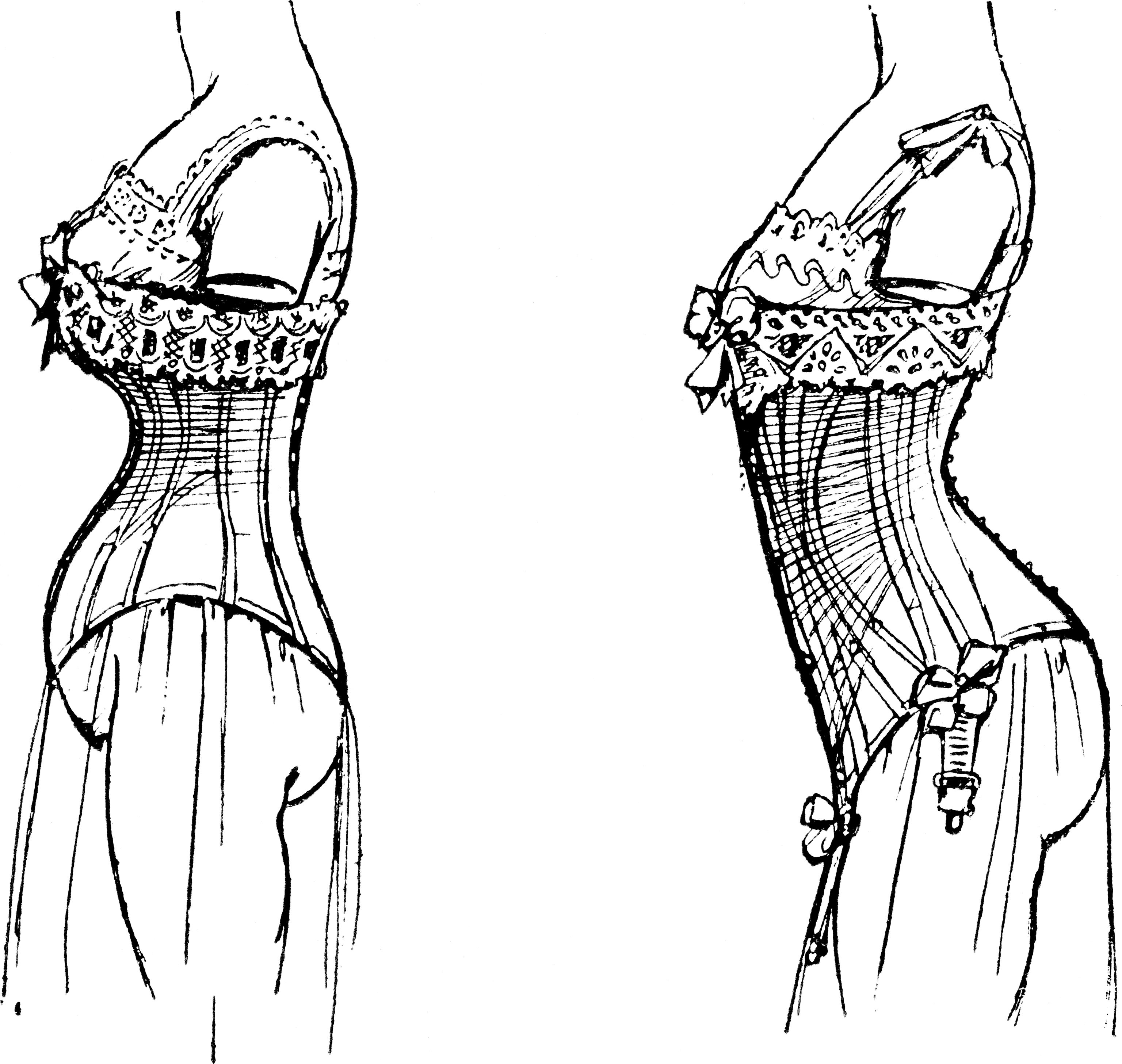